# 봉화산 (서울)
봉화산(烽火山)은 대한민국 서울특별시 중랑구에 있는 한국의 화강암 산이다. 평지에 돌출되어 있는 독립 구릉이다보니 "봉우재"라는 이름도 있다. 동쪽 기슭에는 먹골배 밭이 산재해 있었지만 지금은 공원과 아파트로 잠식되어 얼마 남아있지 않다. 서쪽 기슭에는 태릉중학교와 북쪽 기슭에는 중랑구립정보도서관, 중랑구민체육센터, 원묵고등학교 등이 위치해 있으며, 남쪽 기슭에는 중랑구청이 들어서 있다. 서울 지하철 6호선의 봉화산역도 이 산에서 유래한 이름이다. 중랑구청에서는 매년 여름(5월 ~ 11월)마다 시민대상 공원이용프로그램으로 "숲속여행"을 운영하고 있다.

## 역사
봉화산이란 이름에서 알 수 있는데 조선시대에 아차산 봉수대 터가 있었다. 북쪽 한이산에서 연락을 받아 목멱산(남산)으로 연락했다. 400년 전부터 주민들이 도당굿과 산신제를 지내던 곳이기도 하다. 1994년 11월 봉수대를 복원하였으며, 1992년 여름 화재로 소실된 산신각 자리는 적벽돌과 시멘트로 지은 건물이 들어서 있다. 봉화산 주변에는 근린공원이 조성되어 있어 구민들이 즐겨 찾는다.

## 문화재
봉화산에는 서울시 지정 문화재로 기념물 제15호 아차산 봉수대지(1993년 11월 30일 지정)와 무형문화재 제34호 봉화산도당굿(2005년 1월 10일 지정)이 있다.

## 같이 보기
- 한국의 산
- 서울의 산 목록